# Eagle Mk1
Eagle Mk1, także Eagle T1G – samochód Formuły 1, zaprojektowany przez Lena Terry'ego i skonstruowany przez Eagle. Jedyny samochód Eagle w Formule 1, ścigał się w latach 1966–1969, odnosząc jedno zwycięstwo.

## Historia
W 1964 roku Dan Gurney i Carroll Shelby założyli All American Racers, zespół, który na prośbę Goodyeara skonstruował samochód na wyścig Indianapolis 500. Następnie Gurney i Shelby postanowili zbudować samochód Formuły 1. W charakterze projektanta zatrudniono Lena Terry'ego, który był odpowiedzialny za projekt Lotusa 38, który wygrał Indianapolis 500 w 1965 roku. Terry oparł projekt Mk1 na Lotusie 38. Podobnie jak w Lotusie, także w Mk1 monocoque było wykonane z aluminium i magnezu.
Pierwszy model był gotowy w maju 1966 roku. Eagle rozpoczął współpracę z budującą silniki firmą Weslake, ale początkowo musiał skorzystać z silników Climax R4. Pomimo niedostatków w mocy Dan Gurney zdobył punkty w dwóch wyścigach. W 1967 roku samochód został wyposażony w nowy, wyrafinowany silnik Weslake Type 58. Jednostka ta V12, z dwoma wałkami rozrządu w głowicy uruchamiającymi cztery zawory na cylinder, docelowo miała osiągnąć moc 500 KM przy 12 000 rpm, ale w pierwszym wyścigu osiągnęła  364 KM przy 10 000 rpm. Do wiosny 1967 roku moc wzrosła do 420 KM, czyniąc silnik jednym z najmocniejszych w stawce.
Gurney odniósł tym samochodem zwycięstwo w Grand Prix Belgii 1967, co było, nie licząc wyścigów Indianapolis 500, jedynym zwycięstwem w Formule 1 samochodu skonstruowanego w Stanach Zjednoczonych.

## Wyniki w Formule 1
| Legenda oznaczeń w tabelach wyników Wyświetl szablon na nowej stronie | Legenda oznaczeń w tabelach wyników Wyświetl szablon na nowej stronie                                                                     |
| Oznaczenie                                                            | Wyjaśnienie |
| --------------------------------------------------------------------- | --- |
| Złoty                                                                 | Zwycięzca lub mistrzostwo |
| Srebrny                                                               | 2. miejsce lub wicemistrzostwo |
| Brązowy                                                               | 3. miejsce lub II wicemistrzostwo |
| Zielony                                                               | Ukończył, punktował (w klasyfikacji generalnej, gdy zdobył co najmniej jeden punkt na przestrzeni sezonu, poza trzema powyższymi opcjami) |
| Niebieski                                                             | Ukończył, nie punktował (w klasyfikacji generalnej, gdy nie zdobył co najmniej jednego punktu na przestrzeni sezonu)                      |
| Czerwony                                                              | Nie zakwalifikował się (NZ) |
| Czerwony                                                              | Nie prekwalifikował się (NPK) |
| Różowy                                                                | Nie ukończył (NU) |
| Różowy                                                                | Niesklasyfikowany (NS) (w klasyfikacji generalnej, gdy nie został sklasyfikowany w żadnym wyścigu sezonu)                                 |
| Czarny                                                                | Zdyskwalifikowany (DK) |
| Czarny                                                                | Wykluczony (WYK/EX) |
| Biały                                                                 | Nie wystartował (NW) |
| Biały                                                                 | Kontuzjowany (K/INJ) |
| Biały                                                                 | Wyścig odwołany (OD/C) |
| Bez koloru                                                            | Został wycofany (WYC/WD) |
| Bez koloru                                                            | Nie przybył (NP/DNA) |
| Bez koloru                                                            | Nie brał udziału w treningach (NT/DNP) |
| Bez koloru                                                            | Nie został zgłoszony (–) |
| Pogrubienie                                                           | Start z pole position |
| Kursywa                                                               | Najszybsze okrążenie wyścigu |
| †                                                                     | Nie ukończył, ale jego rezultat został zaliczony ze względu na przejechanie więcej niż 90% dystansu wyścigu.                              |
| *                                                                     | Sezon w trakcie |
| 1/2/3                                                                 | Punktowana pozycja w sprincie kwalifikacyjnym                                                                                             |
| Lista systemów punktacji Formuły 1                                    | |

| Sezon | Zespół                | Silnik  | Kierowcy            | Wyniki w poszczególnych eliminacjach | Wyniki w poszczególnych eliminacjach | Wyniki w poszczególnych eliminacjach | Wyniki w poszczególnych eliminacjach | Wyniki w poszczególnych eliminacjach | Wyniki w poszczególnych eliminacjach | Wyniki w poszczególnych eliminacjach | Wyniki w poszczególnych eliminacjach | Wyniki w poszczególnych eliminacjach | Wyniki w poszczególnych eliminacjach | Wyniki w poszczególnych eliminacjach | Wyniki w poszczególnych eliminacjach | Wyniki kierowców | Wyniki kierowców | Wyniki konstruktora | Wyniki konstruktora |
| Sezon | Zespół                | Silnik  | Kierowcy            | MCO                                  | BEL                                  | FRA                                  | GBR                                  | NLD                                  | DEU                                  | ITA                                  | USA                                  | MEX                                  |                                      |                                      |                                      | Punkty           | Pozycja          | Punkty              | Pozycja             |
| ----- | --------------------- | ------- | ------------------- | ------------------------------------ | ------------------------------------ | ------------------------------------ | ------------------------------------ | ------------------------------------ | ------------------------------------ | ------------------------------------ | ------------------------------------ | ------------------------------------ | ------------------------------------ | ------------------------------------ | ------------------------------------ | ---------------- | ---------------- | ------------------- | ------------------- |
| 1966  | Anglo American Racers | Climax  | Dan Gurney          | -                                    | NU                                   | 5                                    | NU                                   | NU                                   | 7                                    | -                                    | -                                    | 5                                    |                                      |                                      |                                      | 4                | 12               | 4                   | 7                   |
| 1966  | Anglo American Racers | Climax  | Phil Hill           | -                                    | -                                    | -                                    | -                                    | -                                    | -                                    | NZ                                   | -                                    | -                                    |                                      |                                      |                                      | 0                | NS               | 4                   | 7                   |
| 1966  | Anglo American Racers | Climax  | Bob Bondurant       | -                                    | -                                    | -                                    | -                                    | -                                    | -                                    | -                                    | DK                                   | -                                    |                                      |                                      |                                      | 0 (3)            | 14               | 4                   | 7                   |
| 1966  | Anglo American Racers | Weslake | Dan Gurney          | -                                    | -                                    | -                                    | -                                    | -                                    | -                                    | NU                                   | NU                                   | -                                    |                                      |                                      |                                      | 0 (4)            | 12               | 0                   | NS                  |
| 1966  | Anglo American Racers | Weslake | Bob Bondurant       | -                                    | -                                    | -                                    | -                                    | -                                    | -                                    | -                                    | -                                    | NU                                   |                                      |                                      |                                      | 0 (3)            | 14               | 0                   | NS                  |
| 1967  |                       |         |                     | ZAF                                  | MCO                                  | NLD                                  | BEL                                  | FRA                                  | GBR                                  | DEU                                  | CAN                                  | ITA                                  | USA                                  | MEX                                  |                                      | Punkty           | Pozycja          | Punkty              | Pozycja             |
| 1967  | Castrol Oils Ltd.     | Climax  | Al Pease            | -                                    | -                                    | -                                    | -                                    | -                                    | -                                    | -                                    | NS                                   | -                                    | -                                    | -                                    |                                      | 0                | NS               | 0                   | NS                  |
| 1967  | Anglo American Racers | Climax  | Dan Gurney          | NU                                   | -                                    | -                                    | -                                    | -                                    | -                                    | -                                    | -                                    | -                                    | -                                    | -                                    |                                      | 13               | 8                | 0                   | NS                  |
| 1967  | Anglo American Racers | Weslake | Dan Gurney          | -                                    | NU                                   | NU                                   | 1                                    | NU                                   | NU                                   | NU                                   | 3                                    | NU                                   | NU                                   | NU                                   |                                      | 13               | 8                | 13                  | 8                   |
| 1967  | Anglo American Racers | Weslake | Richie Ginther      | -                                    | NZ                                   | -                                    | -                                    | -                                    | -                                    | -                                    | -                                    | -                                    | -                                    | -                                    |                                      | 0                | NS               | 13                  | 8                   |
| 1967  | Anglo American Racers | Weslake | Bruce McLaren       | -                                    | -                                    | -                                    | -                                    | NU                                   | NU                                   | NU                                   | -                                    | -                                    | -                                    | -                                    |                                      | 0 (3)            | 14               | 13                  | 8                   |
| 1967  | Anglo American Racers | Weslake | Ludovico Scarfiotti | -                                    | -                                    | -                                    | -                                    | -                                    | -                                    | -                                    | -                                    | NU                                   | -                                    | -                                    |                                      | 0 (1)            | 21               | 13                  | 8                   |
| 1968  |                       |         |                     | ZAF                                  | ESP                                  | MCO                                  | BEL                                  | NLD                                  | FRA                                  | GBR                                  | DEU                                  | ITA                                  | CAN                                  | USA                                  | MEX                                  | Punkty           | Pozycja          | Punkty              | Pozycja             |
| 1968  | Anglo American Racers | Weslake | Dan Gurney          | NU                                   | -                                    | NU                                   | -                                    | -                                    | -                                    | NU                                   | 9                                    | NU                                   | -                                    | -                                    | -                                    | 0 (3)            | 21               | 0                   | 12                  |
| 1968  | Castrol Oils Ltd.     | Climax  | Al Pease            | -                                    | -                                    | -                                    | -                                    | -                                    | -                                    | -                                    | -                                    | -                                    | NW                                   | -                                    | -                                    | 0                | NS               | 0                   | NS                  |
| 1969  |                       |         |                     | ZAF                                  | ESP                                  | MCO                                  | NLD                                  | FRA                                  | GBR                                  | DEU                                  | ITA                                  | CAN                                  | USA                                  | MEX                                  |                                      | Punkty           | Pozycja          | Punkty              | Pozycja             |
| 1969  | John Maryon           | Climax  | Al Pease            | -                                    | -                                    | -                                    | -                                    | -                                    | -                                    | -                                    | -                                    | DK                                   | -                                    | -                                    |                                      | 0                | NS               | 0                   | NS                  |